# Ora che (Fred De Palma)
Ora che è un singolo del rapper italiano Fred De Palma, pubblicato nel 2017 ed estratto dall'album Hanglover.

## Tracce
- Download digitale

1. Ora che – 3:26